# توكي بوكي
توكي بوكي (بالفرنسية: Touki Bouki)‏ هو فيلم درامي سنغالي صدر عام 1973 وأخرجه جبريل ديوب مامبيتي. عُرض الفيلم عام 1973 في مهرجان كان السينمائي، وأيضا في الدورة الثامنة من مهرجان موسكو السينمائي الدولي. استُعيد الفيلم سنة 2008 في مُختبر Cineteca di Bologna / L'Immagine Ritrovata من قبل مؤسسة السينما العالمية.

## قصة الفيلم
يلتقي موري وهُو راع ذو شخصية كاريزمية يقود دراجة بخارية، بأنتا وهي طالبة في داكار. الثنائي المُغترب والمُتعب من الحياة في السنغال، يحلم بالذهاب إلى باريس وقد أتوا بخُطط مُختلفة مختلفة لجمع الأموال الضرورية من أجل الرحلة. ينجح موري في النهاية في سرقة الأموال وكمية كبيرة من الملابس، يسرقُها من منزل رجل ثري مثلي جنسيًا بينما كان هذا الأخير يستحم. يُمكن الآن للثنائي أن يشتري أخيرًا تذاكر السفينة المُتجهة إلى فرنسا. ولكن عندما صعدت أنتا إلى السفينة في ميناء داكار، لم يستطع موري ترك جذور موطنه، ففر بجنون ليبحث عن دراجته النارية، لكنه وجدها قد تحطمت في حادث كاد أن يقتل الراكب الذي استولى عليها. تُبحر السفينة بعيدًا وأنتا على متنها، بينما موري يجلس بجانب قبعته على الأرض وهُو يحدق بهدوء في دراجته النارية المحطمة.

## طاقم التمثيل
- أميناتا فال بدور «العمة أومي».
- أوسينو ديوب في دور «تشارلي».
- ماغاي نيانغ في دور «موري».
- ماريم نيانغ في دور «أنتا».

## الاستقبال النقدي
تلقى الفيلم إشادة كبيرة من مُعظم النقاد. حصل الفيلم على تقييم 70% على موقع الطماطم الفاسدة مع متوسط تقييم 6.56/10، بناءً على 9 مراجعات.

## الجوائز
- جائزة النقاد الدولية في مهرجان كان السينمائي عام 1973.
- جائزة الدبلوم وجائزة الاتحاد الدولي للنقاد السينمائيين في مهرجان موسكو السينمائي عام 1973.[4]
- جاء الفيلم في المركز 52 في قائمة مجلة إمباير «لأفضل 100 فيلم في السينما العالمية» عام 2010.[7]

## روابط خارجية
توكي بوكي على موقع IMDb (الإنجليزية)
- توكي بوكي على موقع روتن توميتوز (الإنجليزية)
- توكي بوكي على موقع ألو سيني (الفرنسية)
- توكي بوكي على موقع Turner Classic Movies (الإنجليزية)
- توكي بوكي على موقع أول موفي (الإنجليزية)
- توكي بوكي على موقع فيلمافينيتي (الإسبانية)
- توكي بوكي على موقع قاعدة بيانات الفيلم (الإنجليزية)
- توكي بوكي على موقع ليتربوكسد (الإنجليزية)
- توكي بوكي على موقع كينوبويسك (الروسية)